# Onychothemis tonkinensis
Onychothemis tonkinensis is een libellensoort uit de familie van de korenbouten (Libellulidae), onderorde echte libellen (Anisoptera).
De wetenschappelijke naam Onychothemis tonkinensis is voor het eerst geldig gepubliceerd in 1904 door Martin.